# Hyperkan
Ein Hyperkan ist ein hypothetisches Wetterereignis von äußerst zerstörerischer Wirkung. Den Begriff prägte 1994 Kerry Emanuel.

## Struktur
In den unterschiedlichen theoretischen Modellen geht man von einem überdimensionalen tropischen Wirbelsturm aus, der wegen seiner Größe und der enormen Windgeschwindigkeiten von bis zu 800 Kilometern pro Stunde globale Verwüstungen hervorrufen würde.

## Größe
Ein Hyperkan wäre 30 km hoch, wo der Wasserdampf der Wolkenberge zur Zerstörung der Ozonschicht führt. Es ist jedoch auch möglich, dass der Hyperkan bei gleicher Wolkenhöhe und Windgeschwindigkeit nur einen Durchmesser von 16 km hat.

## Entstehung und mögliche Ursachen
Nach Ansicht einiger Forscher kann sich ein Hyperkan nur bei ungewöhnlich hohen Wassertemperaturen der Ozeane bilden. Während ein Hurrikan nur entsteht, wenn das Wasser wärmer als 26,5 °C ist, wäre für die Bildung eines Hyperkans ein Wert von 50 °C erforderlich. Die Wissenschaftler führen diese für das maritime Leben ohnehin desaströse Temperatur auf andere globale Katastrophen zurück, so auf den Einschlag eines großen Meteoriten oder Kometen oder den Ausbruch eines Supervulkans.

## Hyperkans in der Erdgeschichte
Einige Spekulationen gehen dahin, die Existenz von Hyperkanen am Ende des Perm zu postulieren, als es zu einem Massenaussterben kam, oder sie für das Aussterben der Dinosaurier (mit-)verantwortlich zu machen.